# Capotamento (acidente automobilístico)

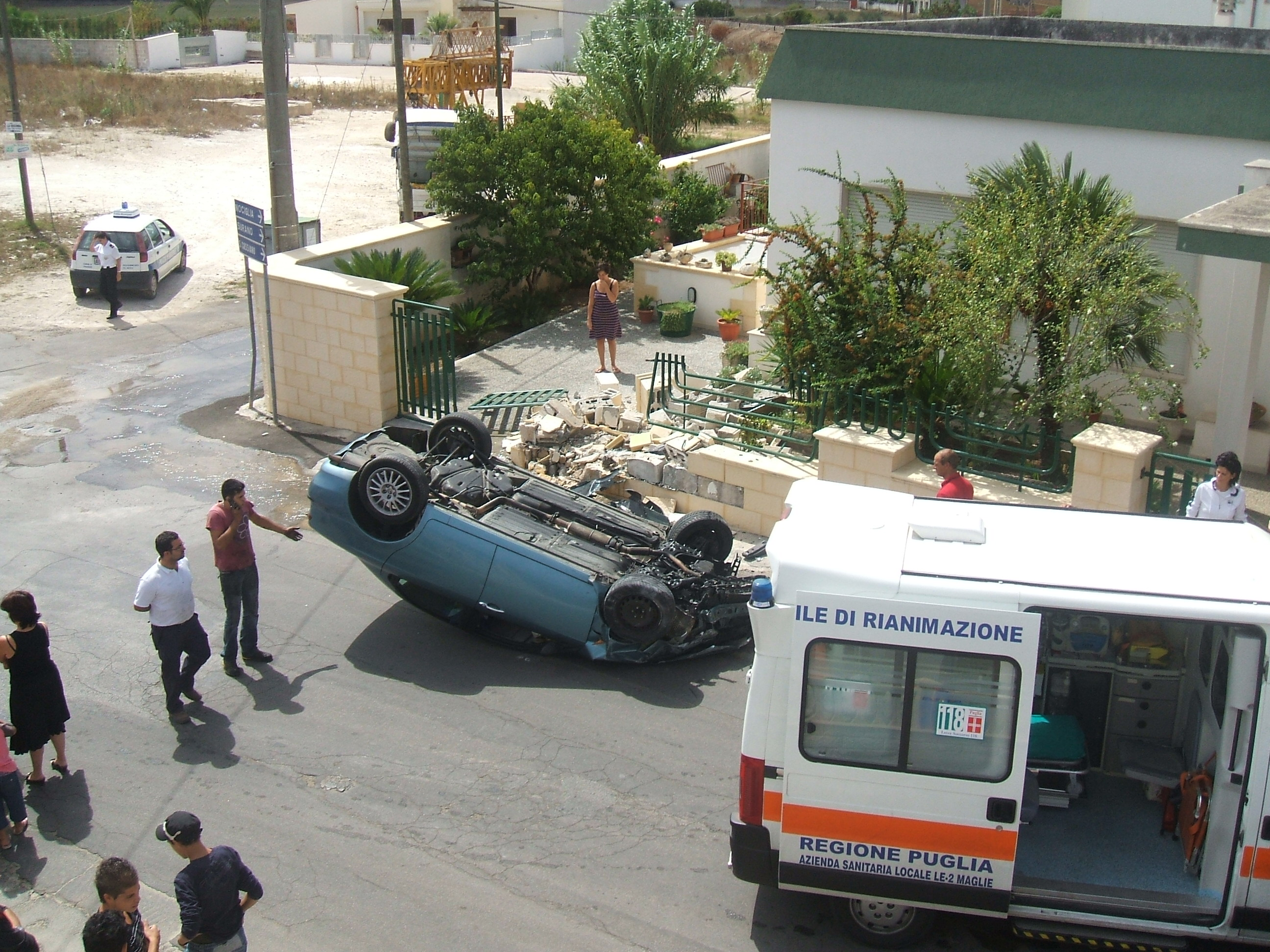
Um capotamento ocorrido na Itália.

Um capotamento é um tipo de acidente automobilístico em que um ou mais veículos, tombam para alguns dos lados, podendo permanecer em qualquer posição. Conforme a polícia de trânsito, um capotamento é diferente de um tombamento, sendo capotamento, um acidente em que o veículo gira em torno de si mesmo em qualquer sentido, chegando a tocar o teto no solo, imobilizando-se em qualquer posição.

## Descrição
Em Moçambique não existe distinção quanto a origem do capotamento, podendo ele ser causado devido a força centrífuga mal calculadas geralmente ao ser entrar em uma curva, ou através de um acidente de colisão. As principais causas de um capotamento são:
- Velocidade acima da permitida;
- Desobediência à sinalização;
- Falta de atenção;
- Carga mal acondicionada;
- Pneus sem condições de uso;
- Uso de drogas e bebidas.

E as formas de se evitar um capotamento, vem em contraposição a sua causa, que é:
- Trafegar em velocidade compatível;
- Obedecer a sinalização;
- Dirigir com atenção;
- Transportar carga arrumada e na altura regulamentar;
- Usar pneus em boas condições;
- não usar drogas e não beber.

Apesar de ser um dos principais acidentes e o que causa maior dano aos ocupantes e cria grandes destruições da via e das infraestruturas localizadas na berma das estradas.

## Nesta ordem de ideia como chefe do departamento de trânsito
A melhor forma de superar esta situação de acidente de trânsito, é fazendo palestras aos utentes rodoviários, reforçar os sinais de trânsito para alertar sobre locais em que a capotagem é mais possível, indicando o risco de capotagem. Algumas placas devem ser específicas para caminhões e indicarem a velocidade segura para evitar o capotamento.